# Kneipp GmbH
Pour les articles homonymes, voir Kneipp.
Kneipp GmbH est un fabricant de produits de naturopathie dont le siège se situe à Wurtzbourg (Bavière). La société a été fondée en 1891 par Sebastian Kneipp. Aujourd'hui, elle est une filiale à 100 % de Hartmann Gruppe.

## Histoire
En 1891, le prêtre catholique Kneipp distribue chez le pharmacien Leonhard Oberhäußer des produits pharmaceutiques et cosmétiques. Le premier produit commercialisé sous le nom de "Kneipp" est des pilules contre la constipation, vendu en 1897 par le pharmarcien Engel à Wurtzbourg.
Après la mort de Sebastian Kneipp, Leonhard Oberhäußer continue l'entreprise. Puis après la mort de l'autre fondateur, son fils Hermann lui succède en 1920, reprend la fabrication et la distribution dans les pharmacies.
Après la Seconde Guerre mondiale, le groupe Kneipp abandonne les vieilles recettes, se sépare de la pharmacie Engel et des établissements portant son nom. En 1958, l'entreprise s'installe dans une ancienne auberge où elle se trouve toujours. Dans les années 1970, elle élargit ses points de vente aux drogueries et aux épiceries. Elle construit aussi une nouvelle usine à Wurtzbourg et établit une filiale aux Pays-Bas.
Dans les années 1980, le dirigeant Luitpold Leusser crée une usine de fabrication de thé à Bad Wörishofen. Après sa mort en 1996, la nouvelle direction décide de continuer l'expansion et crée des filiales aux États-Unis, en Suisse et en Autriche. Une nouvelle unité se fait à Ochsenfurt.
En 2001, Hartmann Gruppe achète 80 % des actions de Kneipp-Werke puis les 20 % restants en avril 2008. En février 2012, l'entreprise annonce la fermeture de son usine de Bad Wörishofen durant l'année 2013.

## Production
Kneipp GmbH fabrique des produits de hygiène du corps : des produits de bain ou de soin du corps (crèmes et onguents), d'herboristerie, des compléments alimentaires...
À Ochsenfurt-Hohestadt, on fabrique les produits solides, semi-solides et liquides tandis qu'à Bad Wörishofen, ce sont les sels et les autres produits de bain.